# Castelo Rodrigo
Castelo Rodrigo é uma povoação portuguesa sede da Freguesia de Castelo Rodrigo do Município de Figueira de Castelo Rodrigo, freguesia com 32,94 km² de área e 468 habitantes (censo de 2021), tendo, por isso, uma densidade populacional de 14,2 hab./km².
Entre 1209 e 1836 foi sede de concelho, até a mesma ter sido transferida para a povoação de São Vicente Mártir, entretanto redesignada Figueira de Castelo Rodrigo.
Castelo Rodrigo é considerada aldeia histórica de Portugal desde 1991.

## História

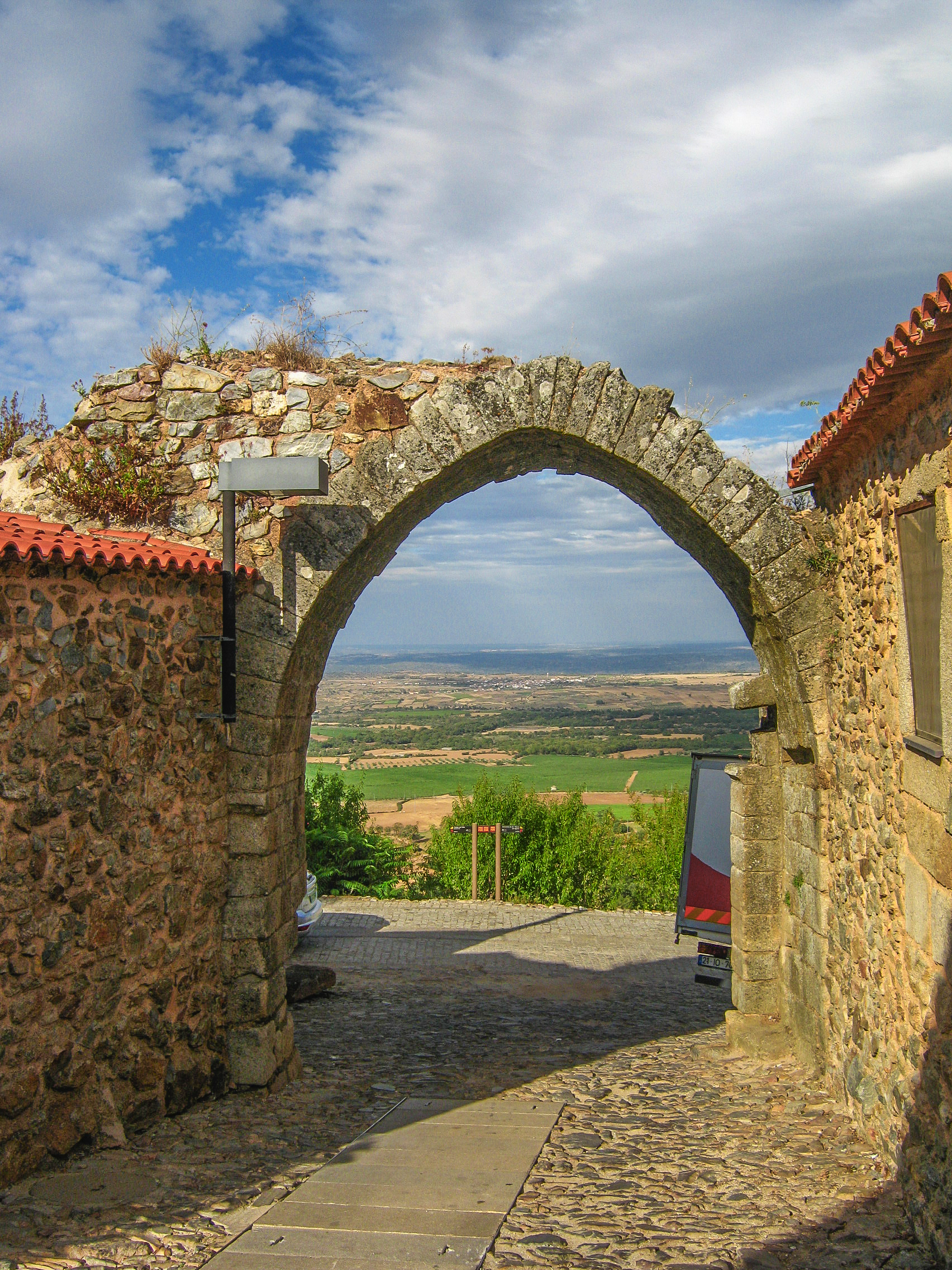
Porta Nascente da muralha do Castelo Rodrigo

Historicamente, falar de Castelo Rodrigo implica remontar muitos séculos na história. Desde a Pré-História até ao século XXI, muitos são os testemunhos existentes, permitindo-nos viajar pelo tempo à descoberta das raízes históricas de toda uma região.
Ocupado sucessivamente pelos túrdulos, romanos e mouros, o actual concelho de Figueira de Castelo Rodrigo foi integrado no Reino de Leão no século XI, integrando definitivamente o território português em 1297. Até ao século XIX chamava-se apenas Castelo Rodrigo, em homenagem ao alcaide D. Rodrigo, que defendeu a fortaleza em 1296. A freguesia de Figueira pertencia então ao concelho de Castelo Rodrigo. Com a elevação de Figueira à categoria de Vila, a sede do concelho foi para aí transferida e passou à denominação actual.
Da primitiva ocupação deste território pouco se sabe, mas há vestígios que apontam para épocas muito remotas, entre os quais se destaca a gravura de arte rupestre de Vale de Afonsinho, que representa um motivo zoomórfico do estilo Magdalense.
Os Túrdulos — povo que ocupava a Bética — terão sido a primeira comunidade organizada a habitar a região. Da ocupação romana, que foi bastante intensa, há vestígios da provável existência de pelo menos nove villas, duas pontes — a da Vermiosa e a do Escalhão, e restos de calçadas romanas. A Torre das Águias, cuja construção se situa no século II d.C. e que teria sido um templo romano, adaptado mais tarde a atalaia militar.
Em Escalhão, na margem esquerda do rio Águeda, ter-se-ia situado a antiga cidade romana de “Caliábria” de que há bastantes vestígios. Os árabes legaram-nos as tradicionais casas agrícolas, a cisterna do castelo e outros vestígios.
Reconquistada definitivamente pelos reis de Leão no século XI, Afonso IX de Leão outorgou-lhe foral e elevou a vila à categoria de concelho. Com a assinatura do Tratado de Alcanizes, o 12 de setembro de 1297, Castelo Rodrigo ficou integrado em Portugal. Então, o rei português D. Dinis, confirmou o Foral do concelho, mandou reconstruir Castelo Rodrigo e reforçar as suas muralhas. Depois, em 1373, D. Fernando concedeu-lhe Carta de Feira.

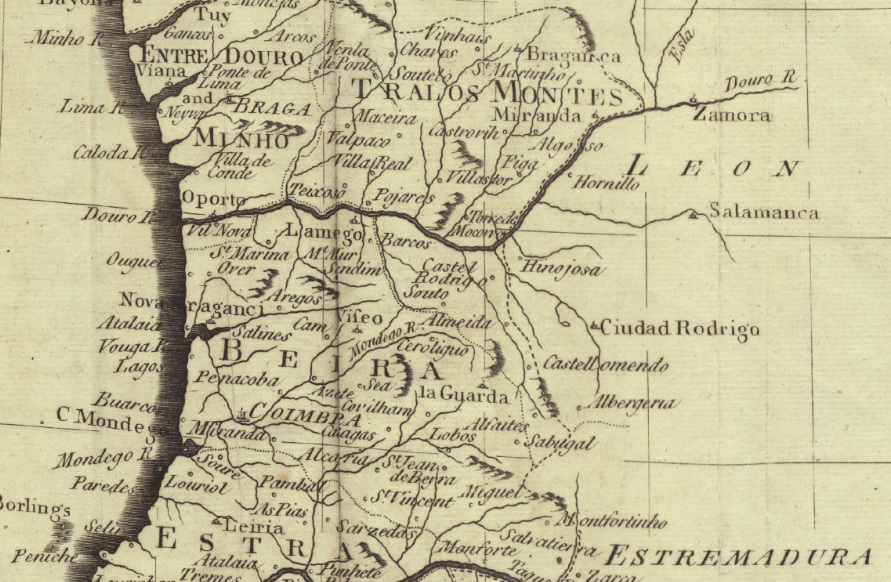
Detalhe do mapa de Portugal de T. Bowen (1786), com Castelo Rodrigo no centro.

Durante as guerras da Independência, foi novamente bastante danificada chegando mesmo a atingir um estado de grande despovoamento. D. João I, em virtude dos seus habitantes terem mantido fidelidade a D. Beatriz, legítima herdeira do trono português, mandou por castigo que Castelo Rodrigo passasse a ostentar as suas armas reais com o escudo invertido. D. Manuel I, mandou reedificar o castelo e em 1508 atribuiu-lhe novo foral elevando-a a sede de concelho.
Durante o século XVII e pelas características do aglomerado populacional, ruas estreitas, íngremes e sinuosas e as casas espartilhadas pelas muralhas da velha fortaleza medieval, Castelo Rodrigo começou a perder a sua importância, que se tornaria fatal, já que a sede de concelho viria a passar para a povoação de Figueira, que se desenvolvia cada vez mais na planície mais abaixo.
Por esta altura foi construída a Igreja Paroquial de Figueira, uma vigararia alternada da Santa Sé e do Bispo de Lamego. A 25 de Junho de 1836, recebeu Figueira o seu primeiro foral que a elevou à categoria de vila e sede de concelho em substituição do de Castelo Rodrigo e passando a chamar-se Figueira de Castelo Rodrigo.

## Heráldica

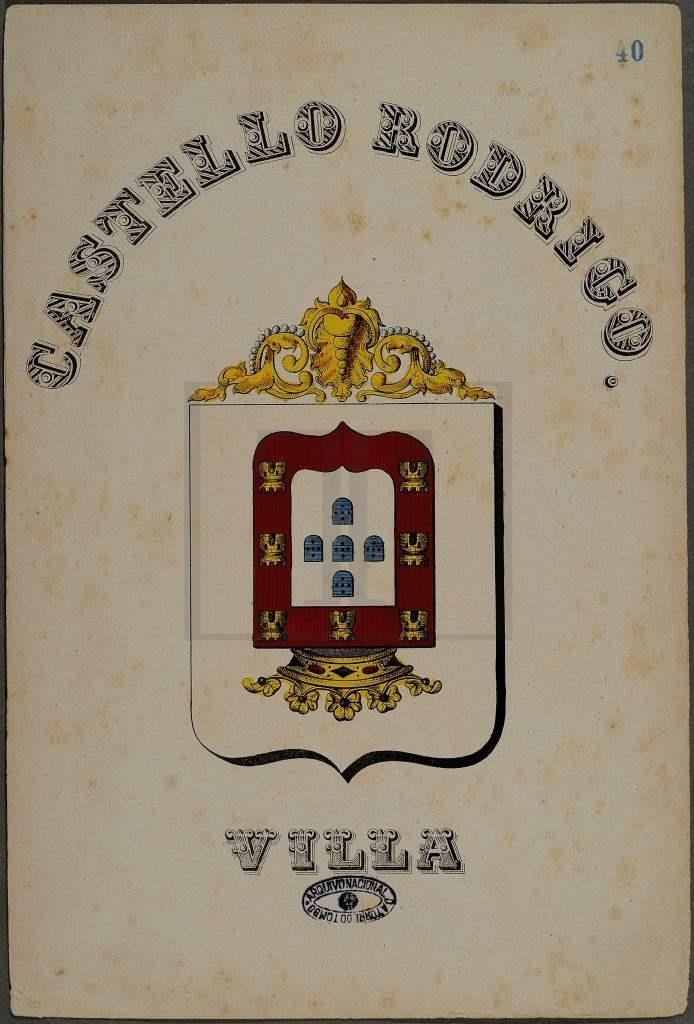
Antigo brasão de armas de Castelo Rodrigo

Castelo Rodrigo usava um brasão de armas de características raras, o qual consistia nas armas de Portugal de cabeça para baixo. Em termos heráldicos este tipo de brasão é designado como difamado, sendo este um dos raros exemplos no mundo e por isso frequentemente referido em obras sobre heráldica. Segundo a tradição, este brasão foi-lhe dado pelo Rei D. João I em castigo por a vila ter tomado partido por Castela na crise de 1383–1385, recusando a entrada de D. João I quando estava a caminho de Chaves.
Modernamente, a freguesia de Castelo Rodrigo adoptou um novo brasão, bastante diferente do tradicional, cuja descrição é: escudo de prata, castelo de negro lavrado de prata aberto e iluminado de ouro, acantonados em chefe dois abrolhos de vermelho, em campanha monte de três cômoros de verde firmado nos flancos; como elementos exteriores ao escudo tem uma coroa mural de prata de quatro torres e um listel de prata com a legenda de negro "Castelo Rodrigo".

## Património

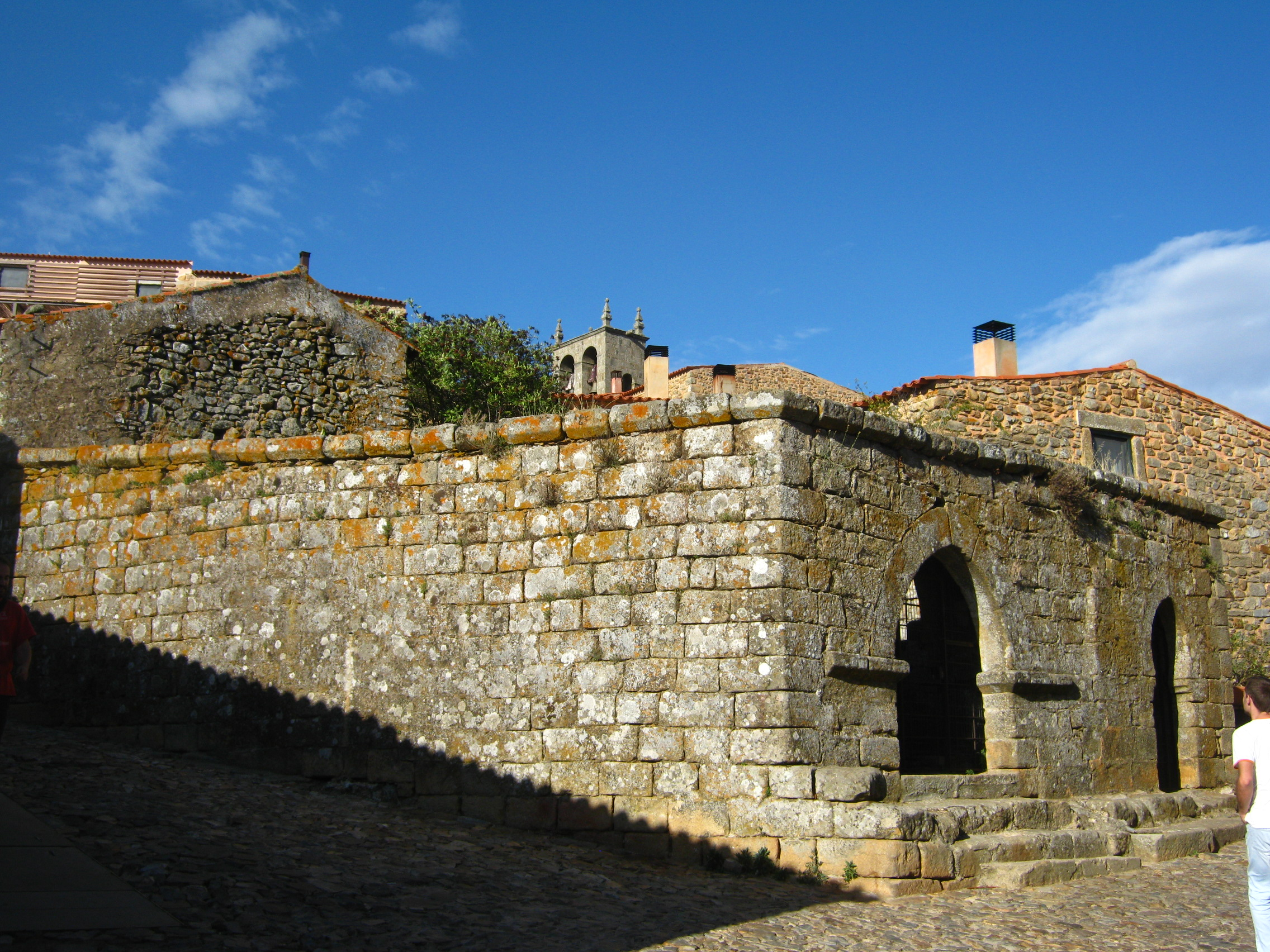
Poço-Cisterna

- Igreja e Convento de Santa Maria de Aguiar — a Igreja e Convento de Santa Maria de Aguiar terá sido edificado no Século XII pelos beneditinos transitando, posteriormente para a Ordem de Cister. De notar, que embora seja conhecido como convento, era na verdade um mosteiro, pois a regra vigente era do tipo monacal (exercida por monges), ou seja, vivendo e trabalhando em locais afastados dos povoados. Predominam os estilos romântico e gótico. A igreja, cisterciense, tem planta em cruz latina, três naves e transepto saliente, cabeceira escalonada e duas absidíolas de planta rectangular.
- Igreja Matriz — a igreja matriz foi fundada no século XIII pela confraria dos frades da nossa senhora de Rocamador, uma congregação que se dedicava à assistência aos peregrinos compostelanos. A igreja foi restaurada no final dos anos 1990 no âmbito do programa Aldeias Históricas de Portugal.
- Muralhas — Castelo Rodrigo conserva ainda o plano medieval de praça circular com cintura de muralhas, as quais teriam sido, inicialmente construídas pelos romanos, quando ali teriam edificado um grande forte.
- Ruínas do Palácio Cristóvão de Moura — foi residência oficial de Cristóvão de Moura (séculos XVI e XVII) que auferiu de grandes privilégios por parte de Filipe II de Espanha (Filipe I de Portugal), pelo seu apoio na crise dinástica. Recuperada a independência nacional este palácio foi incendiado pela população jazendo hoje em dia em avançado estado de ruína.
- Janelas manuelinas — alguns edifícios de fachada quinhentista possuem ainda hoje, bonitas janelas manuelinas de avental, com molduras e rematadas em arco canopial, que atestam a importância desta povoação do século XVII.
- Poço-Cisterna — esta cisterna apresenta duas estruturas arquitectónicas diferentes, visíveis no plano mural e nas duas portas, uma em arco quebrado, ao estilo gótico e outra com o arco em ferradura, que terá supostamente sido construída no século XIII e poderá ter pertencido à cisterna existente na sinagoga judaica.
- Cruz da Vila

## Demografia
A população registada nos censos foi:
| Ano  | 0–14 Anos | 15–24 Anos | 25–64 Anos | > 65 Anos |
| 2001 | 75        | 55         | 216        | 123       |
| 2011 | 51        | 54         | 222        | 190       |
| 2021 | 36        | 32         | 198        | 202       |

## Lendas
- SERRA LENDÁRIA: “AMAR OFA”

Zacuto, um rico judeu que viajava com a sua única filha Ofa, decidiu comprar o alto da serra de Castelo Rodrigo e a sua encosta até ao rio Côa, para aí construir a sua habitação e iniciar o cultivo dos terrenos e a pastorícia. Ouvindo falar da rara beleza da jovem, o filho do fidalgo das Cinco Vilas fez por conhecê-la e por ela se apaixonou. Inicialmente, esta paixão trouxe grandes dores aos pais do jovem Luís dadas as diferentes religiões que os separavam.
Nessa altura, D. Manuel I ordena a expulsão de todos os judeus que não se convertessem ao cristianismo e Zacuto e Ofa tornam-se cristãos-novos. Essa nova condição permitiu a Luís obter dos pais autorização para frequentar a casa de Zacuto e pedir a mão de sua filha. O novo fidalgo sempre que ia ao alto da encosta dizia a sua mãe: «Vou amar Ofa». Era também esta a resposta que os seus amigos recebiam quando lhes perguntavam das intenções dos seus passeios, pelo que todos já afirmavam quando Luís passava pela povoação em direcção à encosta: «Vai amar Ofa». Os jovens vieram a contrair matrimónio na Igreja do Mosteiro de Santa Maria de Aguiar.
Foi assim que à serra de Castelo Rodrigo se passou a chamar Serra da Marofa (…).

## Festas e romarias
- Santo Amaro: domingo perto do 15 de janeiro
- Nossa Senhora de Fátima: 13 de agosto
- Santa Maria de Aguiar: 14 e 15 de agosto
- Nossa Senhora do Rosário: 1º domingo de outubro

## Artesanato
Na carta de foral concedida a Castelo Rodrigo, no ano de 1209, vêm referenciadas as actividades artesanais praticadas no Concelho. Apesar da reduzida produção ainda é possível encontrar no concelho de Figueira de Castelo Rodrigo alguma actividade artesanal, como a cestaria, a latoaria, a olaria, a ferraria, as miniaturas em madeira e a tecelagem.

## Turismo

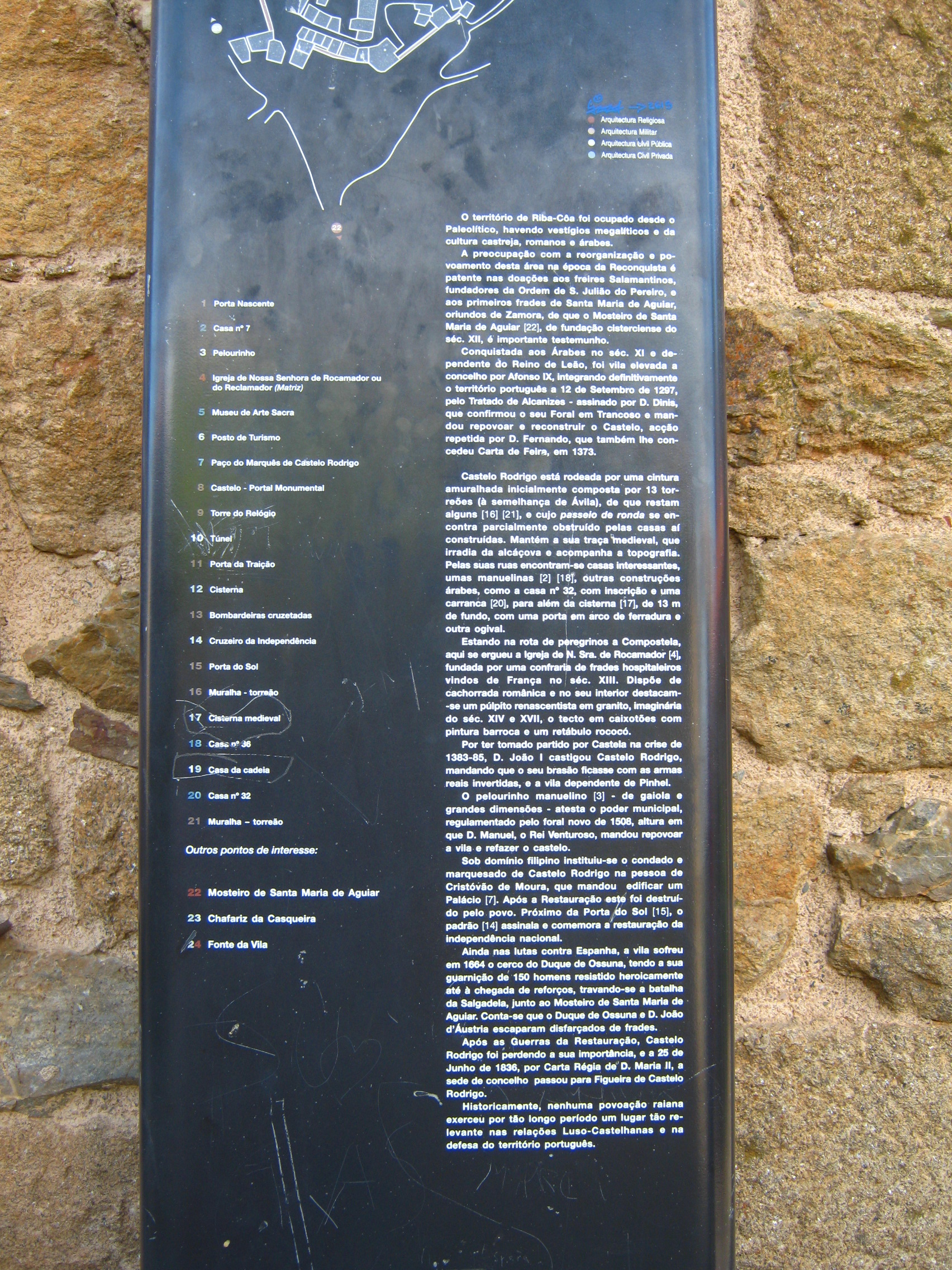
Cartel turístico no concelho

A região em torno de Castelo Rodrigo encerra potencialidades turísticas variadas, que vão desde a beleza paisagística a valores históricos, arqueológicos e arquitectónicos, desde a diversidade artesanal e gastronómica a festas e romarias bem características, passando por capacidades piscícolas e cinegéticas.
Os vales profundos dos rios Águeda e Côa, o Douro internacional e o seu cais fluvial, a serra da Marofa que oferece magnificas vistas, constituem, não raras vezes, a motivação para a deslocação dos visitantes, mobilizados pelo deslumbramento de uma paisagem única, onde a existência de miradouros, quer naturais quer construídos, lhes proporciona um quadro de grande qualidade e rara beleza.